# Легенева гіпертензія
Легене́ва гіперте́нзія — в найпростішому значенні, охоплює будь-яке підвищення кров'яного тиску в легеневій артерії вище звичайного. Наявність легеневої гіпертензії показує наявність серйозних патологічних змін (захворювань) судин легень, які прогресують, або є наслідком підвищення тиску в легеневій артерії у відповідь на підвищення тиску в лівих відділах серця.
Легенева гіпертензія (ЛГ) розглядається як гемодинамічна патологія, загальна для різноманітних патологічних станів людини, які характеризуються підвищеним післянавантаженням та роботою правого шлуночку серця. Клінічні прояви захворювання, його перебіг та оборотність ЛГ залежить насамперед від ступеня ураженості легеневих судин, етіології та тяжкості гемодинамічних розладів.
У людини, яка перебуває в стані спокою, ЛГ визначається при тиску в легеневій артерії, який дорівнює 25 mm Hg або вище.
Під час фізичного навантаження ЛГ визначається при тиску в легеневій артерії, що дорівнює 30 mm Hg або вище.

## Історія
У 1865 році німецький дослідник Юліус Клоб (нім. Julius Klob) прозвітував про знахідки при аутопсії пацієнта, що мав поширені набряки, задишку та ціаноз, що в результаті призвело до його смерті у віці 59 років. Замість серцевої патології, Клоб знайшов виражене звуження дрібних гілок легеневої артерії, які були уражені атеросклерозом.
У 1891 році видатний німецький лікар Ернст фон Ромберг (нім. Ernst von Romberg) описав схожі клінічні прояви у чоловіка 24 років. При аутопсії пацієнта окрім склерозу легеневих судин було виявлено виражену гіпертрофію правого шлуночку серця.
У 1897 році Віктор Ейзенменгер (нім. Victor Eisenmenger) описав пацієнтку 32-х років, яка з дитинства мала симптоми задишки та ціанозу. Згодом у пацієнтки розвинулась гостра серцева недостатність та масивна легенева кровотеча, що в результаті призвело до її загибелі. При аутопсії померлої виявлено великий вентрикулосептальний дефект та декстрапозицію аорти.
У 1901 році професор медицини Університету Буенос-Айреса Абель Аєрса (ісп. Abel Ayerza) вперше прочитав лекцію студентам з приводу синдрому, який включав такі симптоми, як хронічний ціаноз, задишку та поліцитемію. Всі ці симптоми були асоційовані зі склерозом легеневих артерій. Пізніше, один із його студентів Ф. Арріллага (ісп. F. Arrillaga) назвав цей синдром — «Синдром Аєрса». Пізніше, цей синдром асоціювали з терміном первинна ЛГ, який надалі класифікували в ідіопатичну та сімейну ЛГ (детальніше див. Класифікація ЛГ).
У 1983 році американські лікарі С. Річ та В. Лем вперше виконали балонну передсердну атріосептостомію у пацієнта з ЛГ, у якого медикаментозне лікування виявилось неефективним.

## Клінічні прояви
Прояви ЛГ є відносно неспецифічними для цього захворювання. Найчастішим є задишка. Інші ознаки включають втому, зниження резистентності до фізичного навантаження, синкопе, біль за грудиною, ціаноз і периферичні набряк.
- Синдром Ейзенменгера

Діти з вродженими вадами серця, що супроводжується підвищеним легеневим кровотоком і підвищеним тиском у судинах малого кола кровообігу, мають небезпеку розвитку незворотних морфологічних змін судинного русла легень. Ці зміни приводять в результаті до втрати частини функціонально активного судинного русла, збільшення шунтування крові, прогресивний ціаноз.
Клінічно пацієнти з синдромом Ейзенменгера мають задишку при фізичному навантаженні, запаморочення, біль за грудиною, виражену серцеву недостатність, серцеві аритмії, кровохаркання або легеневу кровотечу, ендокардит, як ускладнення ураження легеневого судинного русла.

## Етіологія
Однією з найчастіших причин розвитку ЛГ є лівошлуночкова серцева недостатність, що призводить до венозної ЛГ. Лівошлуночкова серцева недостатність, в свою чергу, може бути наслідком систолічної або діастолічної дисфункції лівого шлуночка, або внаслідок клапанної дисфункції, такої як недостатність або стеноз мітрального клапана серця.
Мутація гена, який кодує скелет морфогенетичного протеїнового рецептору типу 2 (англ. BMPR2 – bone morphogenetic protein receptor type II), що знаходиться в хромосомі 2q33, виявляється майже у 50 % хворих на сімейну ЛГ. Також вона виявлена у хворих на ЛГ, асоційовану з медикаментами (фенфлурамін). На сьогодні відомо понад 70 різновидів мутацій гену BMPR2.,
Також причинами ЛГ можуть бути ВІЛ-інфекція, системну склеродермію та інші аутоімунні захворювання, цироз печінки та портальна гіпертензія, фіброзуючий медіастиніт, вроджені вади серця, тромбоемболія легеневої артерії, приймання деяких медикаментів та інші. У випадках, коли причину розвитку ЛГ не вдається встановити, тоді йдеться про ідіопатичну ЛГ.

## Патогенез
Базові механізми, які лежать в основі ЛГ:
- Підвищення легеневого судинного опору (ЛСО)
- Підвищення легеневого кровотоку на фоні нормального ЛСО
- Комбінація підвищеного ЛСО та підвищеного легеневого кровотоку
- Підвищення легеневого венозного тиску

Підвищений ЛСО та ЛГ є центральними механізмами, які призводять до появи легеневого серця (лат. cor pulmonale).

## Класифікація
У 2003 році, третій світовий симпозіум з легеневої артеріальної гіпертензії, який проходив у Венеції, модифікував класифікацію ЛГ залежно від нового розуміння розвитку механізмів захворювання.

### Клінічна класифікація ЛГ (Венеція, 2003)
1. Легенева артеріальна гіпертензія
  1. Ідіопатична
  2. Сімейна
  3. Асоційована з:
    1. колаген-васкулярними захворюваннями
    2. вродженими системно-легеневими шунтами*
    3. портальною гіпертензією
    4. ВІЛ інфекцією
    5. медикаментами/токсинами
    6. інші (захворювання щитоподібної залози, глікогенози, хвороба Gaucher, вроджена геморагічна телеангіектазія, гемоглобінопатії, мієлопроліферативні захворювання, спленектомія)

  4. Асоційована з утрудненням венозного або капілярного току
  5. Персистуюча легенева гіпертензія новонароджених
2. Легенева гіпертензія, пов'язана із захворюваннями лівих відділів серця
  1. Ураження лівого передсердя та/або лівого шлуночку
  2. Ураження аортального та/або мітрального клапана
3. Легенева гіпертензія, зумовлена захворюваннями дихальної системи та/або гіпоксемією
  1. Хронічні обструктивні легеневі захворювання
  2. Захворювання інтерстицію легенів
  3. Розлади дихання під час сну
  4. Розлади дихання, пов'язані з альвеолярною гіповентиляцією
  5. Хронічне перебування в умовах висотної місцевості
  6. Аномалії розвитку
4. Легенева гіпертензія внаслідок хронічних тромботичних та/або емболічних захворювань
  1. Тромбоемболічна обструкція проксимальних легеневих артерій
  2. Тромбоемболічна обструкція дистальних легеневих артерій
  3. Легеневі емболії нетромботичного генезу (пухлина, гельмінти, сторонні тіла)
5. Різне
  1. Саркоїдоз, гістіоцитоз, лімфонгіоматоз, компресія легеневих судин (аденопатії, пухлина, фіброзуючий медіастиніт)

*-Рекомендації по Класифікації вроджених системно-легеневих шунтів
1. Тип
Простий — Атріосептальний дефект (АСД), Вентрикулосептальний дефект (ВСД), Відкрита артеріальна протока, Тотальний або Частковий необструктивний легеневий дренаж
Комбінований — Порівнюються вади та визначається переважний дефект
Складний — Загальний артеріальний стовбур, Єдиний шлуночок з необструктивним легеневим кровотоком, Атріовентрикулярний септальний дефект
2. Розміри
Малі (АСД≤2.0 см та ВСД≤1.0 см); Великі (АСД>2.0 см та ВСД>1.0 см)
3. Асоційована несерцева патологія
4. Стан корекції
Некорегований, Частково корегований (у якому віці), Корегований: спонтанно або хірургічно (у якому віці).

### Класифікація функціонального стану пацієнтів з ЛГ (NYHA/WHO)
Опис класів:
I — Пацієнти з ЛГ, які не мають обмеження фізичної активності; звичайна фізична активність не спричинює появу задишки, втоми, болю в грудній клітці або передсинкопального стану.
II — Пацієнти з ЛГ, які мають деяку обмеженість фізичної активності. Вони не відчувають дискомфорту при відпочинку, але звичайні фізичні навантаження спричинюють появу задишки, втоми, болю в грудній клітці або передсинкопального стану.
III — Пацієнти з ЛГ, які мають виражену обмеженість фізичної активності. Вони не відчувають дискомфорту при відпочинку, але менші за звичайні фізичні навантаження спричинюють появу задишки, втоми, болю в грудній клітці або передсинкопального стану.
IV — Пацієнти з ЛГ з неможливістю виконувати будь-яке фізичне навантаження без виникнення симптомів. Пацієнти мають симптоми правошлуночкової недостатності. Задишка та/або втома можуть бути присутні у спокої; симптоми наростають за будь-якої фізичної активності.

## Діагностика
- Оглядова рентгенографія органів грудної порожнини

Може показати збільшення за розміром легеневих артерій або правих відділів серця. Також дозволяє клініцистам провести первинну диференційну діагностику, відкинувши такі патології, як хронічні легеневі обструктивні захворювання.
- Електрокардіографія

Дозволяє виявити гіпертрофію правого шлуночка серця.
- Ехокардіографія

Застосування цього методу діагностики дозволяє раннє виявлення пацієнтів з ЛГ. Ехокардіографія презентує інформацію про розміри правих відділів серця, тиску в легеневих артеріях, систолічну та діастолічну функцію правого та лівого шлуночка
- Спірометрія

Дає змогу оцінити зовнішню респіраторну функцію легень
- Катетеризація легеневої артерії

Виконується з метою пре-, інтра- та постопераційного моніторингу гемодинаміки пацієнта, у випадках перебування пацієнта в палаті інтенсивної терапії з діагностичною метою для прямого вимірювання тиску в легеневій артерії. Використовується катетер Сван-Ганц (англ. Swan-Ganz catheter), що дозволяє виміряти тиск у правому передсерді та шлуночку та тиск заклинення у легеневій артерії. Протипоказанням до застосування катетеру може бути наявність у пацієнта механічного трикуспідального або клапана легеневої артерії, тромбоз або пухлина правих відділів серця, ендокардит з ураженням трикуспідального або клапана легеневої артерії.
- Рентгенконтрастна катетеризація порожнин серця та магістральних судин

Дозволяє оцінити морфологічний та функціональний стан судинного русла легень, тиск у легеневих судинах. Окрім того, оцінює анатомічні особливості та функцію серця.
- Легенева сцинтіграфія

Дозволяє точно верифікувати діагноз ЛГ внаслідок хронічних тромботичних та/або емболічних захворювань
- Комп'ютерна томографія

Можливе раннє виявлення Ідіопатичної ЛГ
- Магнітно-резонансна томографія[21]
- Біопсія легенів

Забір легеневої тканини за допомогою торакотомії або торакоскопічної методики дозволяє морфологічно ідентифікувати стан легеневої тканини та встановити причину ЛГ.

## Лікування
Лікування ЛГ залежить від причини захворювання. Зміна стилю життя, відмова від шкідливих звичок, застосування дігоксину, діуретиків, пероральних антикоагулянтів та оксигенотерапії не є імовірно успішними методами, що приводять до виліковування.

### Антикоагулянти
Антикоагуляційна терапія може знизити ризик тромбозу та розвитку захворювання у пацієнтів з ЛГ внаслідок хронічних тромботичних та/або емболічних захворювань, асоційованої з дефектами фібринолізу та порушеннями гемостазу.
- Варфарин

### Вазодилататори
- Простациклін (англ. Prostacyclin) також знаний як Простагландин I2 (англ. Prostaglandin I2 - PGI2) та його синтетичний аналог Ілопрост (Ilomedin®, Ventavis®).

Має вазодилатувальну та антипроліферативну дію. Викликає внутрішньоклітинне підвищення цАМФ, призводячи тим самим до зниження легеневого судинного опору за рахунок вазодилатації, та зниження проліферації гладких м'язових клітин легеневих судин. Є потужним інгібітором тромбоксану, за рахунок чого зменшує його вазоконстриктивну, мітогенну та прокоагулянтну активність. На практиці простацикліни не мають однозначно успішного результату в лікуванні ЛГ, пов'язаної із захворюваннями лівих відділів серця. Дещо кращі результати в лікуванні ЛГ має інгаляційний Ілопрост.
- Інгаляційний NO (оксид азоту)

NO є потужним ендогенним вазодилататором, що викликає релаксацію судинної стінки завдяки збільшенню внутрішньоклітинної концентрації ц-ГМФ. NO швидко дезактивується, потрапляючи у кров завдяки високій афінності (спорідненості) до гемоглобіну, цим самим не викликаючи вазодилатацію системного судинного русла (судин великого кола кровообігу). Інгаляція NO викликає селективну легеневу вазодилатацію, швидко знижуючи післянавантаження правого шлуночка та покращує оксигенацію крові в легенях. Інгаляційний NO використовується у перед- та післяопераційній терапії при операціях на легенях і серці: у дітей після хірургічної корекції вродженої вади серця й у дорослих після трансплантації комплексу серце-легені. У цих випадках використання NO дозволяє проводити корекцію гемодинамічного стану пацієнта, знижуючи легеневий судинний опір.
- Силденафіл (Viagra®) — ц-ГМФ специфічний інгібітор фосфодіестерази типу 5 (англ. cGMP PDE5-inhibitor).[26][27] Був остаточно апробований у 2005 році.

Застосування Сілденафілу в поєднанні з довгостроковою терапією з простациклінами у пацієнтів з вираженою ЛГ забезпечує тривалу клінічну стабілізацію стану хворого та покращення його дієздатності, що підтверджується ехокардіографічними показниками функції правого шлуночка. Ефект зазвичай триває більше 24 місяців. Інший інгібітор ФДЕ-5 — Тадалафіл знаходиться у III фазі клінічних випробувань.
- Бозентан (Tracleer®) — пероральний антагоніст рецепторів ендотеліну (ETA and ETB). Був апробований у 2001 році.

Застосування Бозентану є терапією вибору у пацієнтів з Ідіопатичною ЛГ класу NYHA III. Також виявляє свою ефективність у пацієнтів з ЛГ, що асоційована з вродженими вадами серця, класу NYHA III—IV., Сітаксентан (Thelin®) — селективний антагоніст рецепторів ендотеліну (ETA), був апробований для застосування у Канаді та Європейському Союзі. Він знаходиться також на фінальній стадії клінічних випробувань у США.
- Ріоцигуат — стимулятор розчинної гуанилатциклази (рГЦ).

Препарат має подвійний механізм дії: підвищує чутливість рГЦ до ендогенного NO та викликає пряму стимуляцію рГЦ.

### Хірургічне
- Передсердна атріосептостомія.

Подвійна заплата при закритті ВСД виконує простий фізіологічний механізм для розвантаження правого шлуночку під час виникнення легеневих гіпертензійних кризів. При цьому кров у правому шлуночку за рахунок підвищеного тиску в правих відділах серця потрапляє до лівого шлуночку через подвійну заплату, що в цей момент відкривається.

Операцію необхідно здійснити пацієнтам з ЛГ у випадках рефрактерності до терапії простагландинами, а також, частково, у випадках частих синкопе. Її не рекомендовано при критичному стані пацієнта, зумовленому правошлуночковою недостатністю, або у пацієнтів зі зниженими показниками роботи лівого шлуночку.
- Легенева тромбоендартеректомія

потрібна ппацієнтам з ЛГ внаслідок тромбоемболічної обструкції проксимальних легеневих артерій.
- Імплантація лівошлуночкового допоміжного пристрою.

Дозволяє підготувати пацієнтів з легеневою гіпертензією, яка рефрактерна до медикаментозної терапії, до трансплантації серця.
- Трансплантація легенів[34], Трансплантація комплексу серце-легені[35]

Слід здійснити за неможливості медикаментозної терапії.
При хірургічній корекції вроджених вад серця, які супроводжуються легеневою гіпертензією, застосовуються такі оперативні втручання:
- Закриття ВСД подвійною заплатою

Операція проводиться у пацієнтів з ВСД, яка супроводжується гіпертензією в легеневій артерії. Найбільша кількість таких операцій у світі виконана в Національному Інституті Серцево-судинної хірургії ім. М. М. Амосова, Україна та в клініці Університету Теннессі, США.,,
- Звуження легеневої артерії

Перший етап при двоетапній корекції вродженої вади серця, яка супроводжується гіпертензією в легеневій артерії. Вважається, що завдяки цій операції фактично відбувається ремоделювання судинного русла легенів і стає можливим проведення другого етапу — радикальної корекції (закриття ВСД).

## Програми благодійних фондів
- Громадська Організація "Асоціація Рідкісного Захворювання України-Легенева Гіпртензія",PHURDA http://poryatunok.info/uk/
- Львівський міський благодійний фонд"Сестри Даліли"http://poryatunok.info/uk/ [Архівовано 18 січня 2016 у Wayback Machine.]
- Українська асоціація хворих легеневою гіпертензією [Архівовано 21 жовтня 2014 у Wayback Machine.]
- Програма "Ковток повітря" Благодійного фонду «Життя у всій красі»